# Bhuta

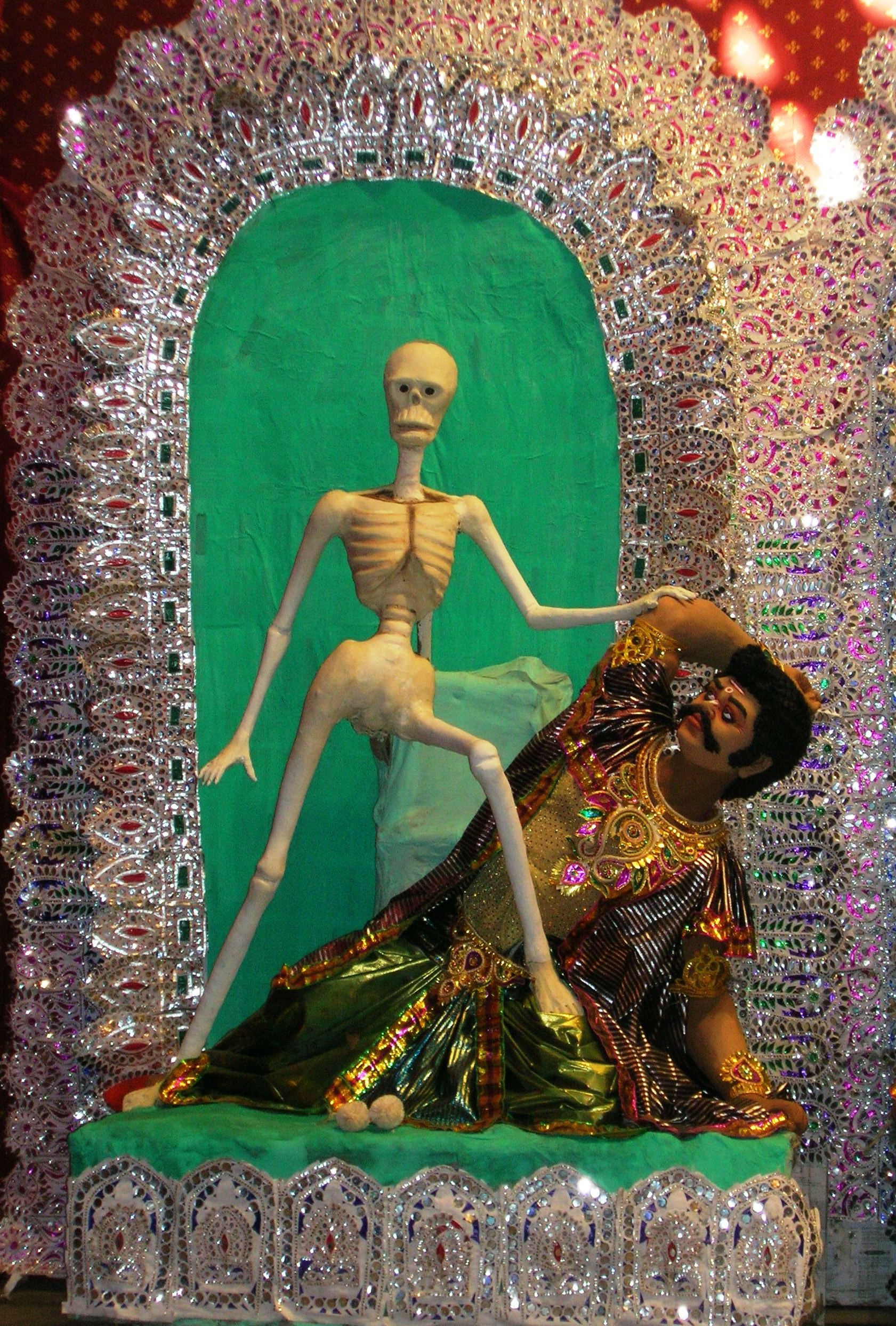

Bhuta (dewanagari: भूत, trl. bhūta, 'ten, co powstał', 'ten, co był',
hindi bhut) – w folklorze indyjskim rodzaj upiora, ducha zmarłej osoby, który w przypadku niespełnienia rytuałów pogrzebowych  (sapindikarana) do roku po śmierci, dręczy swoich krewnych. Bhuty są towarzyszami Śiwy w jego aspekcie straszliwym (Bhajrawa). 
Bhuta może również oznaczać bóstwo totemiczne lub ubóstwionego ducha (zmarłej osoby).
Obrzęd kultowy odnoszący się do bhutów to bhuta kola.
Bhuty są też adresatami codziennej ofiarnej ceremonii z pożywienia zwanej baliharana lub bhutajadźńa.